# Демечи
Демечи (укр. Демечі) — село в Великодобронской сельской общине Ужгородского района Закарпатской области Украины.
Население по переписи 2001 года составляло 399 человек. Почтовый индекс — 89464.